# 타차나 사피라
타차나 사피라 하르트만(Tatjana Saphira Hartmann, 1997년 5월 21일 ~ )은 인도네시아의 여자 모델, 배우이다.